# Brassica carinata
Il cavolo d'Abissinia (Brassica carinata A.Braun) è una pianta della famiglia delle Brassicacee.

## Usi
Da Brassica carinata si produce un olio da cui si ipotizza si possa ricavare un biodiesel.